# Caballería pesada

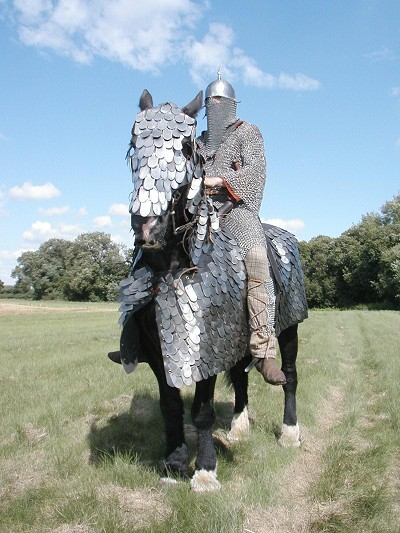
Reconstrucción de una antigua unidad de caballería llamada Catafracta.

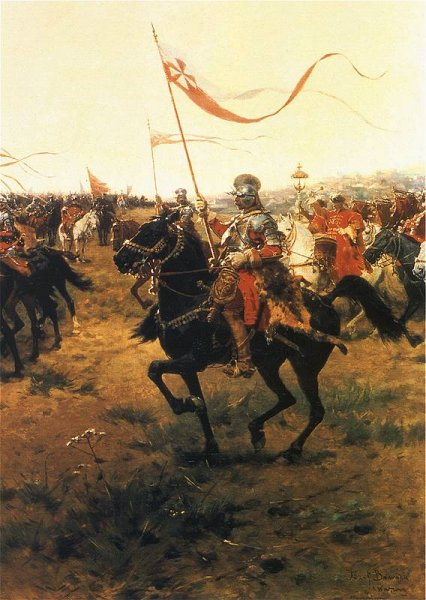
Húsares Alados Polacos según Józef Brandt (1841–1915).

La caballería pesada o catafracto fue una clase de caballería cuya función principal consistía en entrar en combate directo con las fuerzas enemigas (tropas de choque). Aunque su equipo era muy diverso, dependiendo de la región y del período histórico, tanto caballero como caballo estaban acorazados; el caballero a menudo con algún tipo de escala, plateado, cota de malla o armadura laminar, así como espadas o bien, mazas o lanzas, y los caballos con armaduras específicas llamadas bardas.

## Historia
Se le atribuye a Alejandro Magno su creación, si bien esta caballería era usada en Mesopotamia desde el 3000 a. C. Sorprendentemente el carro era la fuerza predominante en la mayoría de los ejércitos de la región.
Hacia el año 600 a. C. la caballería blindada comenzó a utilizarse, aunque no fue hasta la época de la Grecia antigua cuando emerge la caballería pesada.

## Grecia
Los antiguos griegos la llamaban Kataphraktos (pl. Kataphraktoi), que traducido significa aproximadamente "cubierto, protegido" o "blindado" y en español se denomina igual: catafracto.
El término fue tomado después por los romanos (la variante de latín en el Imperio Romano es Cataphractarii) y hasta la Edad Media en Europa se siguió utilizando para designar a la caballería blindada. Sin embargo, como con otros tipos de caballería, la caballería pesada no se empleaba en cualquier guerra entre las ciudades-estados griegas, principalmente debido al terreno montañoso de la Grecia central.
La excepción fue en el norte de Grecia, donde las grandes áreas de pastizales habrían hecho la caballería pesada mucho más práctica. Finalmente, los encuentros con la caballería persa obligaron a los griegos a crear su propia caballería, el Hippeis, compuesto en su mayoría por los ciudadanos de clase alta que podía permitirse el lujo de mantener un caballo. La caballería jugó un papel cada vez mayor en las guerras griegas, aunque sus funciones se limitaban a explorar, escaramuzas y seguimiento. 
El desarrollo de la silla de montar a caballo, así como las cada vez más grandes razas de caballos, llevaron a la creación de la caballería macedonia Compañeros, desarrollada durante el reinado de Filipo II de Macedonia y posteriormente utilizada con gran eficacia por su hijo, Alejandro Magno. Tanto por el papel que jugó y el equipo usaba puede ser considerada la primera caballería pesada.

## Persas
El Imperio Persa señala el primer uso registrado de esta caballería en la guerra, y se cree que ha dado origen a la tradición de los lanceros Cataphract fuertemente blindados. Estos tenían una función distinta a la de la caballería pesada ordinaria y se utilizaba principalmente como una fuerza de asalto de élite, para golpear las formaciones de infantería o incluso en un doble papel: como arqueros a caballo y catafractos. 
Amiano Marcelino, general romano e historiador, el cual sirvió en el ejército de Constancio II en la Galia y Persia, luchó contra el ejército persa y describe al caballero persa como:

## Polonia
Los Húsares Alados Polacos (en polaco: Husaria) fueron un cuerpo de caballería pesada (a diferencia de otros húsares europeos) de la Mancomunidad de Polonia-Lituania en el siglo XVII (también en parte de los siglos XVI y XVIII). Sus rasgos más representativo eran unas «alas» sujetas al espaldar de la coraza, por lo que son conocidos como los  húsares «alados», y se consideran como una de las mejores caballerías pesadas de la historia del mundo[cita requerida].